# Courtomer (Orne)
Courtomer – miejscowość i gmina we Francji, w regionie Normandia, w departamencie Orne.
Według danych na rok 1990 gminę zamieszkiwało 636 osób, a gęstość zaludnienia wynosiła 32 osoby/km² (wśród 1815 gmin Dolnej Normandii Courtomer plasuje się na 352. miejscu pod względem liczby ludności, natomiast pod względem powierzchni na miejscu 124.).